# Associazione dei Giovani Baganda
L'Associazione dei Giovani Baganda, in inglese, Young Baganda Association, era un partito politico a base etnica, fondato nel 1919 da Z.K. Sentongo nel Protettorato dell'Uganda. Il partito si disciolse nel 1922.

## Composizione e rivendicazioni
Gli accordi dell'Uganda del 1900, avevano concesso un certo potere ai capi precoloniali del regno. Difatti, nel protettorato inglese il re, il Kabaka, e il suo consiglio, il Lukiko, avevano una posizione politica ed economica dominante, anche perché gli Inglesi avevano distribuito loro terre per assicurarsi la loro lealtà. 
Ma i progressi nell'istruzione aveva dato nascita ad una nuova classe di giovani intellettuali che, sebbene istruiti e impiegati nell'amministrazione coloniale, non potevano sottrarre il loro potere al Lukiko. Questi fondarono dunque un partito politico, la Young Baganda Association, affinché modificasse in loro favore l'ordine sociale. I suoi membri appartenevano in gran parte al popolo Baganda, che costituiva la maggioranza etnica nell'ex-regno del Buganda.
Le loro richieste erano fondamentalmente tre: politicamente, rimpiazzare i capi del Lukiko,  economicamente, mettere fine al privilegio della coltivazione del cotone di cui beneficiavano gli immigrati indiani, socialmente, volevano migliorare il sistema scolastico.

## Radicalizzazione e dislocazione
Ben presto il partito si radicalizzò. Da una parte aumentarano le tensioni etniche contro gli Indiani. Sentongo, scrisse per esempio, in un suo articolo del Uganada Herald del 19 luglio 1921: "who but the Indians are exploiting us?" , in italiano, "chi ci sta sfruttando, se non gli indiani".  D'altra parte, certi membri del partito attaccarono direttamente il Kabaka nei giornali proponendo l'istaurazione della repubblica. L'arresto di tre membri della Young Baganda Association nel giugno 1922, segna una brutta battuta d'arresto per il partito, che, di li a poco si disciolse.